# Sullia
Sulya là một thị xã panchayat của quận Dakshina Kannada thuộc bang Karnataka, Ấn Độ.

## Địa lý
Sulya có vị trí 12°34′B 75°23′Đ / 12,57°B 75,38°Đ Nó có độ cao trung bình là 108 mét (354 feet).

## Nhân khẩu
Theo điều tra dân số năm 2001 của Ấn Độ, Sulya có dân số 18.026 người. Phái nam chiếm 52% tổng số dân và phái nữ chiếm 48%. Sulya có tỷ lệ 79% biết đọc biết viết, cao hơn tỷ lệ trung bình toàn quốc là 59,5%: tỷ lệ cho phái nam là 83%, và tỷ lệ cho phái nữ là 74%. Tại Sulya, 11% dân số nhỏ hơn 6 tuổi.